# Cercle nautique (Cannes)
Le Cercle nautique est un immeuble construit sur la Croisette en 1864 sur les plans de l'architecte cannois Charles Baron pour abriter, à l'initiative du duc de Vallombrosa, les activités des membres de la Société des Régates de Cannes.

## Historique
La Société des Régates de Cannes dont le but est de favoriser le yachting est fondée en 1859 à l'initiative de Léopold Buquet et Eugène Tripet-Skrypitzine. Ses membres sont les notables et les aristocrates séjournant à Cannes à la saison hivernale comme le duc de Vallombrosa, le docteur Charles Buttura, le vice-consul Honoré Saissy, le docteur Pierre Gazagnaire ou le Chevalier de Colquhoun. Cercle huppé et fermé, il n'est accessible que sur paiement d'un droit d'inscription très élevé et sur parrainage de deux membres. Il devient un haut lieu de distractions pour l'aristocratie internationale avec l'organisation de bals, de concerts et de représentations théâtrales. 
Face au succès des régates, le duc de Vallombrosa achète un terrain à côté du Grand Hôtel, sur la Croisette, du 40 au 50 du boulevard, sur lequel il fait édifier une villa à l'italienne pour abriter les activités des membres de la Société. Le Cercle nautique est construit en 1864 sur les plans de l'architecte cannois Charles Baron. 
Il est agrandi en 1885, sans doute par Charles Baron, et complété par un hôtel, un théâtre et des salles d'exposition où s'est notamment tenue en 1927 une exposition consacrée à Francis Picabia. 
Il est choisi en 1822 pour être le lieu des séances officielles de la Conférence de Cannes.
Il est transformé en maison des jeunes en 1946. 
Les premières sessions du Festival du Cinéma, annulée en 1939 et tenue 1946, sont organisées au Casino municipal de Cannes dans l'attente de la démolition en 1947 du Cercle nautique remplacé sur le même lieu par le Palais des Festivals dit Palais Croisette pour accueillir les manifestations du Festival où elles se poursuivent jusqu'à la construction de l'actuel Palais des festivals et des congrès de Cannes en 1982. 
Le site abrite ensuite l'hôtel Noga Hilton puis le palais Stéphanie. Il est occupé depuis 2010 par le JW Marriott Cannes.

## Architecture
Le Cercle nautique est un édifice de style éclectique à tendance classique, en pierre de taille, couvert d'un toit en pavillon de tuiles plates mécaniques, de plan régulier en U et de volumétrie symétriques. Le corps central avec un seul étage carré est bordé d'un avant-corps semi-circulaire et encadré d'ailes en rez-de-chaussée couvertes en terrasses d'agrément en retour au nord de part et d'autre du porche d'entrée dans-œuvre à quatre colonnes ioniques. Des balustrades couronnent les façades percées au deuxième niveau de baies en plein-cintre avec agrafe. L'avant-corps s'orne de colonnes engagées, ioniques au premier niveau. Une terrasse en terre-plein au niveau du rez-de-chaussée surélevé le précède, avec un perron frontal. Il comprend plusieurs salons, des salles de lectures et de concert, une salle de billard, une salle spéciale au nord pour les galas, les soirées mondaines et les spectacles.
En 1885, des constructions pourvues d'un étage sont réalisées à l'arrière sur la partie sud des jardins de la villa Saint-Antoine et de la villa Moulinary. L'étage de la rotonde sud est supprimé, l'entrée au nord est remplacée par une grande salle, les ailes sont surélevées et dotées d'un étage carré aménagé en hôtel. L'étage de l'avant-corps est remplacé par une terrasse d'agrément ouverte sur quatre portes-fenêtres couronnées par un fronton sculpté. Une nouvelle grande salle centrale s'aligne sur le volume du porche dans-œuvre, l'entrée est reportée sous une marquise. La salle de spectacle se greffe au nord-est de l'ensemble. Les façades sont harmonisées avec la façade d'origine. Le jardin devant l'édifice, initialement entouré d'une balustrade et agrémenté d'un kiosque octogonal en bois est remplacé par un alignement de boutiques. 

## Protection du patrimoine
Le Cercle nautique s'insère, avec le Palais Croisette qui lui a succédé, dans l'ensemble du front de mer dit boulevard de la Croisette inscrit à l'inventaire général du patrimoine culturel au titre du recensement du patrimoine balnéaire de Cannes.